# Diecezja Wilmington
Diecezja Wilmington (ang. Diocese of Wilmington, łac. Dioecesis Wilmingtoniensis) – diecezja Kościoła rzymskokatolickiego w Stanach Zjednoczonych, w metropolii Baltimore. Obejmuje całość stanu Delaware oraz wschodnią część stanu Maryland. Została erygowana 3 marca 1868 roku. Patronem diecezji jest św. Franciszek Salezy.